# Перель, Яков Беньяминович
Яков Беньяминович Перель (род. 25 января 1957, Златоуст, Челябинская область) — советский, российский, израильский хоккеист, нападающий, тренер.

## Биография
Начинал заниматься хоккеем в Златоусте. В составе детской команды «Варяг» (Челябинская область) бронзовый призёр всесоюзного турнира «Золотая шайба» (1968 — Барнаул, 1969 — Глазов). Выступал за юношескую команду «Таганай» Златоуст, в 15 лет был приглашён в школу челябинского «Трактора». В 16 лет стал игроком команды класса «Б» «Таганай». 1978 году для прохождения армейской службы перешёл в брянскую «Десну». Остался в команде после демобилизации, продолжал играть за неё в турнире КФК после упразднения класса «Б» в 1982 году; работал в это время на строительстве хоккейной площадки с искусственным льдом. Провёл в составе «Десны» во второй лиге сезоны 1985/86 — 1986/87 и в 28 лет завершил карьеру. С осени 1987 года стал работать вторым тренером «Десны», помощником В. А. Пекатороса. В сезоне 1988/89 из-за травм многих ведущих игроков вернулся на лёд и провёл 14 игр. По ходу сезона 1992/93 главный тренер «Десны» Евгений Лебедев ушёл из команды, забрав пятёрку ведущих игроков, и его сменил Перель.
В 2005 году уехал на постоянное место жительство в Израиль, где стал работать в охранном предприятии.
В возрасте 50 с лишним лет провёл пять сезонов в чемпионате Израиля. Играл за команды «Монфорт» Маалот (2008/09 — 2009/10, 2011/12 — 2012/13) и «Метула» (2010/11). Двукратный чемпион Израиля (2010, 2011), двукратный серебряный призёр (2009, 2013), бронзовый призёр (2012). В сезоне 2010/11 в возрасте 54 лет стал лучшим игроком чемпионата.
Тренер в юниорской сборной Израиля на чемпионате мира 2011 года в III дивизионе. Тренер в сборной Израиля на чемпионате мира 2018 года во втором дивизионе. Тренер в команде «Бат Ям» (2018/19).